# La paranza dei bambini
La paranza dei bambini è il terzo romanzo di Roberto Saviano, pubblicato nel 2016 dalla casa editrice Feltrinelli. È il primo romanzo interamente di finzione di Saviano, pur se evidentemente ispirato alla realtà della camorra napoletana degli anni 2010.

## Trama
Narra la storia di dieci ragazzi napoletani, in parte da Forcella e in parte da Ponticelli, guidati da Nicolas Fiorillo, detto 'O Maraja, nonché la loro ascesa nel mondo della camorra. L'autore utilizza l'analogia della paranza, che in gergo camorristico indica un gruppo armato, riferendosi però nel senso più letterale del termine a quei pesci non ancora adulti e di piccole dimensioni che accecati e al contempo attratti dalla intensa luce delle lampare si staccano dal fondo del mare e salendo verso la superficie vengono inesorabilmente intrappolati nelle reti dei pescatori. Analogamente lo stesso accade a quella parte di gioventù che accecata e attratta dal desiderio di denaro facile e di potere, pur di ottenerli, data anche l'impossibilità di ottenerli altrimenti, pur di sfoggiare l'elevato stile di vita imposto da una società nichilista e consumista, basata sull'apparenza, opta per il crimine, la violenza e la sopraffazione come scelta di vita, pur sapendo che morirà per raggiungere quel modello ideale di esistenza.

## Altri media
Cinema
- La paranza dei bambini, film tratto dal libro, diretto da Claudio Giovannesi, scritto da Roberto Saviano, Maurizio Braucci e Claudio Giovannesi, presentato in concorso al Festival di Berlino 2019 e vincitore dell'Orso d'argento per la migliore sceneggiatura.

Teatro
- La paranza dei bambini: spettacolo teatrale tratto dal romanzo rappresentato il 1° e il 2 luglio 2017 in occasione del Festival dei Due Mondi di Spoleto. Scritto da Saviano con Mario Gelardi, che ne fu il regista, ha avuto alcune anteprime al Nuovo Teatro Sanità di Napoli.[3] Dal 29 novembre al 17 dicembre 2017 gli attori del Nuovo Teatro Sanità hanno replicato lo spettacolo al Teatro Eliseo di Roma.

## Edizioni
- Roberto Saviano, La paranza dei bambini, Feltrinelli, 2016,  p. 352, ISBN 978-88-07-03207-3.
- Roberto Saviano, La paranza dei bambini, Feltrinelli, collana Universale Economica, 2018,  p. 352, ISBN 978-88-07-89038-3.